# Hydriomena pluviata
Hydriomena pluviata är en fjärilsart som beskrevs av Achille Guenée 1857. Hydriomena pluviata ingår i släktet Hydriomena och familjen mätare. Inga underarter finns listade i Catalogue of Life.